# Аббас Пахлаван
Абба́с Пахлава́н (перс. عباس پهلوان; *23 березня 1937) — іранський журналіст і письменник; до революції (1979) протягом 14 років був редактором часопису іранських інтелектуалів «Фірдоусі»; живе і працює в Лос-Анджелесі (США).

## З життєпису
Аббас Пахлаван народився 23 березня 1937 року.
Розпочав журналістську кар'єру у 18-річному віці в газетах «Шахед» та «Етіхад Молла»; писав для інших періодичних видань, серед яких «Аджанг», «Атеш», «Бамшад», «Араде Сіах» та «Мехр Іран».
Став одним із засновників Спілки журналістів Ірану.
Дописував для журналів «Фірдоусі» та «Мод Руз», також для інформаційного агентства Pars і Taj Sports.
Після революції Аббас Пахлаван деякий час був ув'язнений, а потім був змушений покинути батьківщину та вирушити до Європи, а згодом з метою більшої безпеки емігрував до США.
Після переїзду до Лос-Анджелеса був головним редактором іраномовної газети Asr Amooz, яка виступає проти Ісламської республіки та втручання релігії в політику, а також ьореться за демократію.
Також вів на телебаченні авторську програму, на деякий час відновлював публікацію журналу «Фірдоусі».

## З творчості
Аббас Пахлаван відомий своїм патріотичним настроєм і відвертістю; його журналістика і художня проза проста і відкрита, з поданням голих фактів, подеколи дошкульно сатирична.
Автор численних оповідань, що входили в антології іранської прози, зокрема і перекладні.
У 2022 році вийшла книга спогадів Аббаса Пахлавана «Такі от спогади» (مثلا خاطرات), в якій він підсумовує свою майже 85-річну журналістську кар'єру.